# エリーザベト・フォン・ゲルリッツ
エリーザベト・フォン・ゲルリッツ（Elisabeth von Görlitz, 1390年11月 - 1451年8月2日）は、ルクセンブルク女公（在位：1411年 - 1443年）。ルクセンブルク家最後のルクセンブルク領主。神聖ローマ皇帝カール4世の息子ゲルリッツ公ヨハンの一人娘で相続人。母はスウェーデン王兼メクレンブルク＝シュヴェリーン公アルブレクト（アルブレヒト3世）の娘リヒャルディス。ローマ王アルブレヒト2世妃エリーザベトは従妹にあたる。

## 生涯
伯父の皇帝ジギスムントは自身の従兄ヨープストと抗争中、既にヨープストの所領ルクセンブルク公領を抵当に入れてエリーザベトから借金をしていた。これに対する返済の一部として、エリーザベトはルクセンブルク公を継承した。
ブルゴーニュ公国のジャン無畏公の弟、ブラバント公アントワーヌ（エリーザベトの大叔父に当たるルクセンブルク公ヴェンツェル1世の死後にブラバント公位を継いだ）と1409年に結婚し、2児を儲けたがいずれも早世した。アントワーヌはルクセンブルクの貴族の反乱を3度にわたり鎮圧したが、1415年にアジャンクールの戦いにおいて戦没する。
下バイエルン＝シュトラウビング公ヨハン3世が2人目の夫となったが、1425年に死別するとエリーザベトは多額の借金を抱えた。これを解消するため、1441年に無畏公の息子で先夫の甥に当たるフィリップ善良公と会談を持ち、借金のかたとしてエリーザベトの死後、フィリップがルクセンブルクを継承する取り決めをした。しかしフィリップは1443年に軍を率いてルクセンブルクに出兵し、エリーザベトを追放してルクセンブルクを併合した。
1451年にエリーザベトが死去した後、従妹エリーザベトの縁者がルクセンブルク公位を巡ってフィリップ善良公と争った。